# Express AM7
O Express AM7 é um satélite de comunicação geoestacionário russo da série Express, construído pela Airbus Defence and Space (antiga EADS Astrium), o satélite está localizado na posição orbital de 40 graus de longitude leste e é administrado pela empresa estatal Russian Satellite Communications Company, com sede em Moscou. O satélite foi baseado na plataforma Eurostar-3000 e sua vida útil estimada é de 15 anos.

## Lançamento
O satélite foi lançado com sucesso ao espaço em 18 de março de 2015, às 22:05 UTC, por meio de um veículo Proton-M/Briz-M a partir do Cosmódromo de Baikonur, no Cazaquistão. Ele tinha uma massa de lançamento de 5720 kg.

## Capacidade e cobertura
O Express AM7 é equipado com 36 transponders em banda Ku, 24 em banda C e 2 em banda L para fornecer serviços de telecomunicações para a Rússia.